# Bronisław Brunka
Bronisław Brunka (ur. 14 listopada 1904, zm. 24 maja 1944) – działacz społeczny, członek Tajnej Organizacji Wojskowej „Gryf Kaszubski”, a później komendant gminy Stężyca w ramach Tajnej Organizacji Wojskowej „Gryf Pomorski”.

## Życiorys
Urodził się 14 listopada 1904 r. Był rolnikiem, mieszkał w Stężyckiej Hucie. W dość młodym wieku został wójtem Stężycy. Był jednym ze współorganizatorów TOW „Gryf Kaszubski”. Po przemianowaniu tej organizacji w TOW „Gryf Pomorski” był komendantem gminy Stężyca. Rozstrzelany został 24 maja 1944 r. w Szymbarku. 